# リヒャルト・クラウス
リヒャルト・クラウス（Richard Kraus, 1902年11月16日 - 1978年4月11日）は、ドイツの指揮者。

## 略歴
シャルロッテンブルク（ベルリン）に、テノール歌手のエルンスト・クラウス（Ernst Kraus）の息子として生まれる。ベルリン高等音楽院で学び、1923年から1927年までベルリン国立歌劇場でエーリヒ・クライバーやレオ・ブレッヒらのアシスタントを務めた。1927年から翌年にかけてカッセル、1928年から1933年までハノーファー、1933年から1937年までシュトゥットガルトのそれぞれの歌劇場の指揮者を務め、1937年から1944年までハレの音楽総監督に就任した。この音楽総監督時代に、ヘンデルの《アグリッピーナ》を蘇演している。また、1942年にはバイロイト音楽祭にも出演しヴァーグナーの《さまよえるオランダ人》を上演した。
1947年よりデュッセルドルフの歌劇場の指揮者となり、翌年からはケルンの音楽総監督を兼任した。1953にはベルリン市立歌劇場の音楽総監督に転出し、1961年から母校で教鞭を執った。その傍ら、1963年から1969年まで北西ドイツ・フィルハーモニー管弦楽団の首席指揮者を務めている。
バイエルンのヴァルヒシュタットにて没した。